# جين ليتل
جين ليتل (بالإنجليزية: Jean Little)‏ (2 يناير 1932 في تايوان تحت الحكم الياباني)؛ كاتِبة متخصّصة في أدب الأطفال، وروائية كندية.